# زمین‌لرزه ۱۹۸۹ فیلیپین
زمین‌لرزه فیلیپین  در تاریخ ۱۵ دسامبر ۱۹۸۹ میلادی، برابر با ‎۲۴ آذر ۱۳۶۸، ساعت ۱۸:۴۳:۴۵ به زمان یوتی‌سی در فیلیپین رخ داد. ژرفای این زلزله ۲۴ کیلومتر بود، و بزرگی آن ۷٫۵ در مقیاس Mw اعلام شده‌است. زمین‌لرزه به وقت محلی در روز شنبه، ساعت ۲ روی داده و منطقه زمانی آن یوتی‌سی +۸ بوده‌است .
سازمان زمین‌شناسی آمریکا نیز رومرکز این زمین‌لرزه را در مختصات ۸°۲۰′۱۳″شمالی ۱۲۶°۴۳′۴۴″شرقی / ۸٫۳۳۷°شمالی ۱۲۶٫۷۲۹°شرقی و ژرفای آنرا در ۲۴ کیلومتر گزارش کرده‌است. بزرگی برگزیدهٔ این سازمان از میان بزرگیهای محاسبه‌شدهٔ مختلف ۷٫۴ در مقیاس MS بوده و از دید اثر، در میان چهار دسته‌بندی «نامحسوس»، «محسوس»، «زیان‌آور» یا «با تلفات»، زلزله را «با تلفات» اعلام کرده‌است.
پروژهٔ «تنسور گشتاور مرکزوار» زاویه‌های (راستا، شیب، ریک) گسل سازندهٔ زمین‌لرزه و صفحه عمود بر آنرا (°۱۷۶، °۳۴، °۶۶) یا (°۲۵، °۵۹، °۱۰۶) و نوع گسل را «معکوس» فرارسانده‌است.
شمار کشتگان زلزله حدود ۲ نفر بوده‌است.